# Jean-Yves Chauve
Jean-Yves Chauve, né le 3 juin 1949 à Poitiers, est un médecin français, spécialiste de la médecine à distance. Il est le médecin officiel de nombreuses courses au large, comme le Vendée Globe, pour soigner à distance les navigateurs. Outre les soins prodigués à distance lors des épreuves, Jean-Yves Chauve travaille également beaucoup en amont pour former les marins à être autonome et à gérer leur sommeil.

## Biographie
Jean-Yves Chauve naît en 1949 à Poitiers, où ses parents sont enseignants. Il apprend la voile sur les rives de la Vienne et à La Baule-Escoublac avec Marc Pajot. Après ses études de médecine, il effectue des remplacements, notamment à l'hôpital de Saint-Nazaire, ce qui lui permet de construire un voilier puis de faire le tour de l'Europe pendant un an et demi. À son retour en 1978, il publie son premier livre consacré à la médecine de bord.
Déjà médecin de la Solitaire du Figaro depuis 1987, Jean-Yves Chauve devient médecin du premier Vendée Globe en 1989 et couvre la sécurité de chacune des éditions depuis.
En 1993, il guide Bertrand de Broc par radio lors du deuxième Vendée Globe, lorsque celui-ci s'est suturé la langue, profondément entaillée après un accident. À l'époque, les communications se font par fax et par Saint-Lys radio.
Jusqu'à l'édition Vendée Globe 1996-1997, Jean-Yves Chauve est bénévole. Il se retrouve alors au cœur d'un conflit entre les coureurs, menés par Christophe Auguin, qui souhaitent que les honoraires de Jean-Yves Chauve soient pris en charge par l'organisation de la course pour garantir un accès total au médecin, et l'organisateur Philippe Jeantot, qui refuse. Le conflit avec Jeantot s'envenime au point que les coureurs menacent de ne pas partir, avant qu'un compromis soit trouvé.
À l'occasion du sauvetage de Kevin Escoffier lors de l'édition Vendée Globe 2020-2021, Jean-Yves Chauve, médecin référent, rappelle l'intérêt des stages de survie et des mises en situation qui préparent à ce genre d'accident, ainsi que sur les briefings pré-départ. Il souligne également les risques d'hypothermie pour les naufragés : selon lui, dans une eau à 13°, l’espérance de survie sans équipements spécialisés de protection est d'environ 1h30 ; et dans les conditions du naufrage, ce temps aurait été probablement raccourci. L'angoisse liée à la situation, et les efforts physiques qu'il faut déployer pour maintenir la tête hors de l’eau sont d'autres facteurs aggravants.

## Publications
- La Médecine de Bord (Ed. Arthaud)
- Le Guide de la Médecine à distance (Ed. Distance Assistance), Tome 1 Consulter un médecin à distance; Tome 2 Soigner avec un médecin à distance
- Instants de Vie (Ed. Distance Assistance),
- Urgences à bord (Ed. Voiles et Voiliers: Fascicule et DVD pour les navigations à moins de 6 milles des secours; Ouvrage pour des navigations à moins de 200 milles des secours).